# دانشگاه توماس جفرسون
دانشگاه توماس جفرسون (به انگلیسی: Thomas Jefferson University) یکی از دانشگاه‌های ایالات متحده آمریکا بوده و در فیلادلفیا واقع است.